# Исэ, Мария
Мария Исэ (яп. 伊瀬 茉莉也 Исэ Мария, род. 25 сентября 1988, Иокогама, Канагава) — японская сэйю.

## Биография
Мария Исэ родилась в Иокогаме, префектура Канагава. Выпустилась из колледжа театральных и музыкальных искусств Тохо. В 1997 году её сильно впечатлила «Принцесса Мононоке», и она захотела стать одной из тех, кто занимается созданием подобных фильмов. Изначально она хотела стать режиссёром. После посещения представления мюзикла Hunter × Hunter Мария заинтересовалась в карьере сэйю. Для поступления на курсы обучения она использовала деньги, которые копила с начальной школы.
Её дебютом стала роль в Aishiteruze Baby. После чего последовали роли в известных аниме Yes! Pretty Cure 5, Pokémon X и Y, «Евангелион 3.33: Ты (не) исправишь », а также в новой версии Hunter × Hunter 2011 года.
1 октября 2009 года Исэ сменила агентство с Bring-up на Across Entertainment. Она вышла замуж в январе 2015 года, а осенью этого же года объявила о рождении ребёнка. В августе 2022 она сообщила о разводе, ребёнок остался жить с ней.

## Работы

### Аниме
2004
- Aishiteruze Baby — подруга Аюми (22 серия)

2005
- Onegai My Melody — Юка Кано
- Sugar Sugar Rune — Нанако Уэлш
- «Знаток муси» — Рэндзу Ёрои (1 серия)

2006
- Air Gear — Ринго Ноямано
- Lupin III: Seven Days Rhapsody — Мишель
- Onegai My Melody ~Kuru Kuru Shuffle~ — Юка Кано
- Pretty Cure Splash Star — Мэри Ямагути
- School Rumble Second Term — Сацуки Таварая

2007
- Eyeshield 21 — Рику
- Onegai My Melody Sukkiri♪ — Юка Кано
- Toka Gettan — Тока Камиадзума
- Yes! Pretty Cure 5 — Урара Касугано

2008
- Detroit Metal City OVA — Кроузер
- Gunslinger Girl -il Teatrino- — Беатрис
- Hell Girl — Сора Эгами
- Magician’s Academy — Танаротт
- Penguin Musume Heart — Кудзира Этурофу
- Porphy no Nagai Tabi — Алисия
- Yes! Pretty Cure 5 GoGo! — Урара Касугано

2009
- Chrome Shelled Regios — Бармелин Суоттис Нолн
- Fairy Tail — Леви МакГарден, Ромео Конболт
- GA Geijutsuka Art Design Class — Ёсикава
- Hatsukoi Limited — Аюми Арихара
- Jewelpet — Ририка Химэно
- NEEDLESS — Арука
- Sora no Manimani — Сакуракава
- Yumeiro Patissiere — Лемон Ямагиси
- Zettai Meikyuu Grimm — Генриетта Гримм

2010
- Hanamaru Kindergarten — Хинагику
- Ladies versus Butlers! — Каэде Тэндзёдзи
- Model Suit Gunpla Builders Beginning G — Рина Нояма
- Ookami Kakushi — Нэмуру Кусинада
- Panty & Stocking with Garterbelt — Стокинг
- The Legend of the Legendary Heroes — Куу Орла
- Toaru Majutsu no Index II — Люсия
- Yumeiro Patissiere — Лемон Ямагиси
- «Дюрарара!!» — Мика Харима
- «Ну не может моя сестрёнка быть такой милой» — Сэна Акаги
- «Староста-горничная» — Эрика

2011
- Aria the Scarlet Ammo — Рико Минэ
- Ben-To — Сэн Яридзуи
- Dream Eater Merry — Саки Кирисима
- Hunter × Hunter — Киллуа Золдик
- Kimi ni Todoke 2nd Season — Мусуби Томидзава (10 серия)
- Maken-ki! — Сирия Оцука
- Mayo Chiki! — Масамунэ Усами
- Mobile Suit Gundam Unicorn — Лоуни Гарви
- Ro-Kyu-Bu! — Мию Аида
- Sengoku Otome ~Momoiro Paradox~ — Уэсуги Кэнсин
- Tamagotchi! — Кидзунати
- Tiger & Bunny — Пао-Лин Хуанг

2012
- Bodacious Space Pirates — Наталия Грэннорт
- Code Geass: Boukoku no Akito — Оливия Лоуэлл
- Ebiten: Koritsu Ebisugawa Koko Tenmonbu — Ицуки Ноя
- Hyouka — Мисаки Савакигути
- Inazuma Eleven GO Chrono Stone — Бета
- Medaka Box Abnormal — Ундзэн Мёга
- Tales of Xillia 2 — Элль Мел Мата
- Zetman — Ханако Танака
- «Евангелион 3.33: Ты (не) исправишь» — Мидори Китаками

2013
- Aku no Hana — Сава Накамура
- Battle Spirits Saikyou Ginga Ultimate Zero — Лила Эйприл
- Fate/kaleid liner Prisma Illya — Нанаки Морияма
- Log Horizon — Ленессия Эрнхарт Ковен
- My Little Pony: Friendship is Magic — Скуталу
- Photo Kano — Канон Маэда
- Pocket Monsters XY — Юрика
- Ro-Kyu-Bu! SS — Мию Аида
- «Ну не может моя сестрёнка быть такой милой» [ТВ-2] — Сэна Акаги
- «У меня мало друзей» [ТВ-2] — Юса Аои

2014
- Atelier Escha & Logy: Alchemists of the Dusk Sky — Нио Альтуж
- Wolf Girl and Black Prince — Марин Татибана
- World Conquest Zvezda Plot — Ицука Сикабанэ
- The World Is Still Beautiful — Мира Ремерсье
- «Атака на титанов» — Изабель Магнолия

2015
- Aria the Scarlet Ammo AA — Рико Минэ
- Durarara!!×2 — Мика Харима
- Pocket Monsters: XY&Z — Эврика/Бонни
- Yurikuma Arashi — Эрико Онияма

2016
- Danganronpa 3: The End of Hope's Peak High School — Нагиса Сингэцу
- Yuri on Ice — Юко Нисигори
- «Кабанери железной крепости» — Юкина

2017
- Altair: A Record of Battles — Лили Кокошка
- Boruto: Naruto Next Generations — Бунтан Куросуки
- Kakegurui — Мидари Икисима
- Made in Abyss — Рэг
- «Страна самоцветов» — Антарктицид

2018
- Angels of Death — Кэти
- Hanebado! — Конни Кристенсен
- «Семь смертных грехов» [ТВ-3] — Гуила

2019
- Black Clover — Дороти Ансворт
- Mix — Ариса Мита
- «Обещанная Страна Грёз» — Рей

2021
- Log Horizon: Destruction of the Round Table — Ленессия Эрнхарт Ковен
- SSSS.Dynazenon — Инамото-сан
- Uzumaki — Адзами Куротами
- «Обещанная Страна Грёз» [ТВ-2] — Рей

2022
- Boruto: Naruto Next Generations — Бунтан Куросуки
- Made in Abyss: The Golden City of the Scorching Sun — Рэг
- «Школьные войны» — Тамонмару Кусуноки[9]
- Akebi’s Sailor Uniform — Ай Тацумори[10]
- «Человек-бензопила» — Химэно[11]

2023
- Majutsushi Orphen — Сина[12]
- Kubo Won’t Let Me Be Invisible — Сэйта Сираиси[13]
- «Нежить и неудача» — Жуис[14]

2024
- Sousou no Frieren — Зерие[15]

### Видеоигры
2016
- Girls’ Frontline[англ.] — QBU-88, ACR

2019
- Arknights — Magallan

### Drama CD
- Uwasa no Midori-kun!! — Мидори Яматэ
- «Чудовище за соседней партой» — Сидзуку Мидзутани